# 森忠典
森 忠典（もり ただつね）は、播磨国赤穂藩11代藩主。赤穂藩森家17代。

## 略歴
弘化4年（1847年）12月23日、10代藩主・森忠徳の次男として生まれる。万治元年（1860年）12月16日、従五位下・美作守に叙位・任官する。文久2年（1862年）1月21日、父の隠居により家督を継ぐ。12月9日には保守派で権勢を振るっていた森主税と村上真輔が攘夷派の下級藩士によって暗殺され、その後は森続之丞が若年の忠典に代わって藩政を執ったが、このために赤穂藩は尊王派・佐幕派で分裂して藩論がまとまらずに混乱した。
元治元年（1864年）の第一次長州征討、慶応2年（1866年）に第二次長州征討では幕府方として大坂警備を務めた。
慶応4年（1868年）1月、鳥羽・伏見の戦いで幕府軍が敗れた後の1月12日に新政府に与した。直後の3月19日に家督を同母弟で養子の忠儀に家督を譲って隠居した。明治16年（1883年）7月8日に死去した。享年37。

## 系譜
- 父：森忠徳（1818-1881）
- 母：酒井忠嗣の娘
- 養子
  - 男子：森忠儀（1850-1885） - 森忠徳の三男